# Большинство голосов
Большинство́ голосо́в — термин, обозначающий одну из древнейших форм выражения воли юридического лица в том случае, когда органом его является несколько физических лиц, как, например, правление компании, общее собрание акционеров, коллегиальное присутственное место, парламент или всенародный референдум. В таких случаях воля юридического лица может быть выражена или единогласием всех членов, или же большинством голосов. В организации юридических лиц последний способ гораздо употребительнее первого как более независимый от воли каждого отдельного члена и уравнивающий права всех отдельных физических лиц, в состав юридического лица входящих.

## Большинство в избирательном праве
Большинство — понятие конституционного права, используемое при проведении различных форм голосования. В избирательном праве принято различать абсолютное, простое, относительное и квалифицированное большинство.
Абсолютным считается большинство, составляющее 50 % + 1 голос от общего числа избирателей, или депутатов, установленного Конституцией. То есть общее число — конституционное число. Такое большинство требуется при принятии Госдумой законов или решений, относительно их материальной компетенции.
Простое большинство представляет собой набор кандидатом превышение половины голосов избирателей, принимающих участие в голосовании. Как правило, состоявшимися считаются выборы, когда в голосовании приняло участие более половины лиц, внесенных в избирательные списки. В результате «простое большинство» в таком случае означает, что избранный получил 25 % и плюс один голос от общего числа избирателей. Такое правило действует, например, при выборах президентов. Второе значение обозначает принятие решения большинством голосов присутствующих на заседании или даже большинством голосов принявших участие в голосовании. В основном такая форма принятия решений применяется при обсуждении процедурных вопросов.
Относительным большинством считается число голосов победившего кандидата, за которого проголосовало больше избирателей, чем за соперника. Здесь действует, отсюда и название. Такой принцип применяется при выборе депутатов по территориальным избирательным округам и, например, мэр Новосибирска. Неважно, на сколько больше голосов получил победитель, важно, что больше, чем его соперники. Выборы могут считаться несостоявшимися в том случае, когда менее 25 % избирателей приняло участие в голосовании. Метод относительно большинства используется при определении путем голосования предпочтения одного из предложенных вариантов разрешения обсуждаемого вопроса.
Квалифицированным считается большинство, когда кандидат избирается самым высоким числом избирателей, отдавших за него свои голоса, например, 2/3, ¾, от общего числа избирателей или числа избирателей, участвовавших в голосовании. Оно требуется, например, для того, чтобы преодолеть вето президента, наложенное на принятый Госдумой закон. Если Госдума настаивает на своем, то она должна получить не менее 2/3 голосов. Для принятия конституционных законов требуется не менее ¾ голосов.

## Примеры
Случай первого рода можно видеть в следующем примере: при выборе нескольких лиц на одну и ту же должность: лицо А, положим, получило из 12 голосов 5, лицо Б — 4, лицо В — 3; 5 голосов составляют здесь относительное Б. Очевидно, что в приведенном примере мнением Б. пришлось бы считать то, на стороне которого нет Б. абсолютного, то есть дать перевес меньшинству голосов (5) над Б. (7), так как эти 7 голосов хотя и разделяются на два мнения, несогласные между собой, но сходятся в том, что они не согласны с мнением 5 членов. Относительное Б. голосов находит себе применение в случаях выбора на какую-либо должность нескольких лиц, из которых ни одно не получило абсолютного Б.; в таких случаях избранным считается то лицо, которое получило более голосов сравнительно с другими. По общему правилу, у нас такого рода избрание не допускается и может быть применено только по необходимости, и то с разрешения высшего учреждения; обыкновенно же выборы производятся снова до тех пор, пока не составится в пользу кого-либо абсолютного Б. Что касается решения других дел, по которым также может образоваться такое разногласие, то обыкновенно стараются устранить его, чтобы не дать перевеса меньшинству, именно тем, что сводят три или более мнений к двум и ставят вопрос так, что на него можно отвечать только «да» или «нет», или же тем, что разбивают первоначально сложные вопросы на несколько второстепенных, частных. Случаи подобного разногласия нередки и в судебной практике, причем они часто проистекают от неискусства председателя, не сумевшего поставить вопросы так, чтобы образовалось не более двух мнений. Относительное Б. может возникнуть также и при абсолютном, наприм. в том случае, если все или несколько лиц получили более половины избирательных голосов, но не поровну (напр. из 30 голосов: А — 25; Б — 20, В — 16); в таком случае, хотя все эти лица считаются избранными, однако перевес остается за лицом, получившим большее количество голосов, на стороне которого находится относительное Б. Подобное Б. допускается у нас ipso jure, по существу дела, так как в этом нет ничего противного принципу абсолютного Б.
При решении дел Б. голосов иногда требуется утверждение со стороны высшего учреждения, напр. для силы некоторых определений правления акционерной компании необходимо утверждение общего собрания акционеров. Наконец, необходимо указать на одно обстоятельство, которое нередко является при абсолютном Б., именно: голоса могут разделиться между двумя мнениями поровну. В таком случае, по общему правилу, перевес дается тому мнению, на стороне которого председатель собрания, как, напр., при решении дел в правлениях компаний. Иногда в подобных случаях говорят, что у председателя 2 голоса; но это не совсем правильно, так как такое значение председателя является только при равенстве голосов, а в остальных случаях он имеет один только голос. Разумеется, что такой перевес на стороне мнения председателя не имеет места при закрытой подаче голосов. В случае равенства голосов при такой подаче, если дело идет о выборе лиц, то лица, получившие ½ голосов, считаются не выбранными на том основании, что для выбора требуется абсолютное Б. голосов; что же касается случаев решения дел другого рода, то и там при разделении голосов поровну нельзя не склониться в пользу отрицательного мнения, потому что в пользу «да» нет Б.

## Недостатки
- Тирания большинства
- Охлократия